# Armand Augustin Louis de Caulaincourt
Armand Augustin Louis de Caulaincourt (9. prosince 1773, Caulaincourt – 19. února 1827, Paříž) byl francouzský generál, ministr zahraničí, vévoda z Vicenzy, pair a blízký spolupracovník Napoleona Bonaparta.

## Život
Armand Augustin Caulaincourt se narodil 9. prosince 1773 v Caulaincourtu jako syn markýze, plukovníka a rytíře řádu Sv. Ludvíka Gabriela Louise Caulaincourta. Ve čtrnácti letech roku 1787 vstoupil do královské armády. O dva roky později získal hodnost podporučíka a v roce 1791 se stal pobočníkem svého otce. Roku 1792 byl v hodnosti kapitána propuštěn z armády, a to kvůli šlechtickému původu a proroayalistickým postojům jeho rodičů. Brzy poté však jako dobrovolník vstoupil do národní gardy. Roku 1794 se znovu dostal do armády, získal hodnost jízdního rotmistra a brzy mu byla navrácena hodnost kapitána. V tu dobu sloužil u pobřežní armády v Cherbourgu, kde si Caulaincourta oblíbil generál Dubayet, který si jej vybral za pobočníka . V roce 1796 Dubayeta doprovázel na diplomatické misi do Osmanské říše, ze které se vrátil následujícího roku. Poté až do roku 1799 působil jako velitel jezdecké švadrony ve Stockachu a ve Weinheimu.
V roce 1799 byl povýšen na plukovníka a díky svým skvělým diplomatickým schopnostem doporučen ministrovi zahraničí Talleyrandovi. V roce 1801 byl vyslán do Petrohradu, aby doručil blahopřání Napoleona Bonaparta Alexandrovi I. k nástupu na ruský trůn. Roku 1802 byl Napoleonem finančně odměněn a jmenován jeho pobočníkem a brigádním generálem. Hrál zásadní roli v zatčení vévody z Enghienu v roce 1804. O rok později byl jmenován divizním generálem a nejvyšším štolbou a byl oceněn Velkokřížem Čestné legie. V listopadu 1807 byl Bonapartem opět vyslán do Petrohradu a stal se francouzským vyslancem v Rusku. V roce 1808 byl císařem jmenován vévodou z Vicenzy. Roku 1809 byl pověřen dojednat sňatek Bonaparta s carovou dcerou Annou, z kterého ale nakonec sešlo. V roce 1812 se postavil proti francouzské invazi do Ruska. Roku 1813 získal post ministra zahraničí a byl přijat do lóže svobodných zednářů. Byl pověřen vyjednávat s Metternichem na kongresu v Praze. Na počátku roku 1814 byl znovu pověřen vyjednáváním s Rakušany. Tento rok se ve svých čtyřiceti letech oženil. Za stodenního císařství opět zastával funkci ministra zahraničí a byl jmenován pairem. Po bitvě u Waterloo bylo jeho jméno zapsáno do Fouchého proskripčních seznamů, na zásah cara z nich bylo však vyškrtnuto. Zbytek života strávil v Paříži a do politiky se už nevrátil. Zemřel 19. února 1827 v Paříži a je pohřben na hřbitově Père-Lachaise.